# خیابان گرگان
خیابان گرگان نام قدیم یکی از خیابان‌های شرق تهران است که پس از انقلاب ۱۳۵۷ و جنگ ایران و عراق به خیابان شهید سرتیپ سید موسی نامجو تغییر یافت.
این خیابان از جنوب به محله دروازه شمیران و از شمال به میدانی منتهی است که پیشتر میدان ثریا خوانده می‌شد و نام کنونی آن میدان نامجو است. خیابان گرگان در مسیر خود از شمال به جنوب با خیابان‌های پرشماری تقاطع دارد که مهم‌ترین آنها خیابان انقلاب اسلامی است.
خیابان گرگان از خیابان‌های منطقه ۷ شهرداری تهران به‌شمار می‌آید.